# 2つのアラベスク

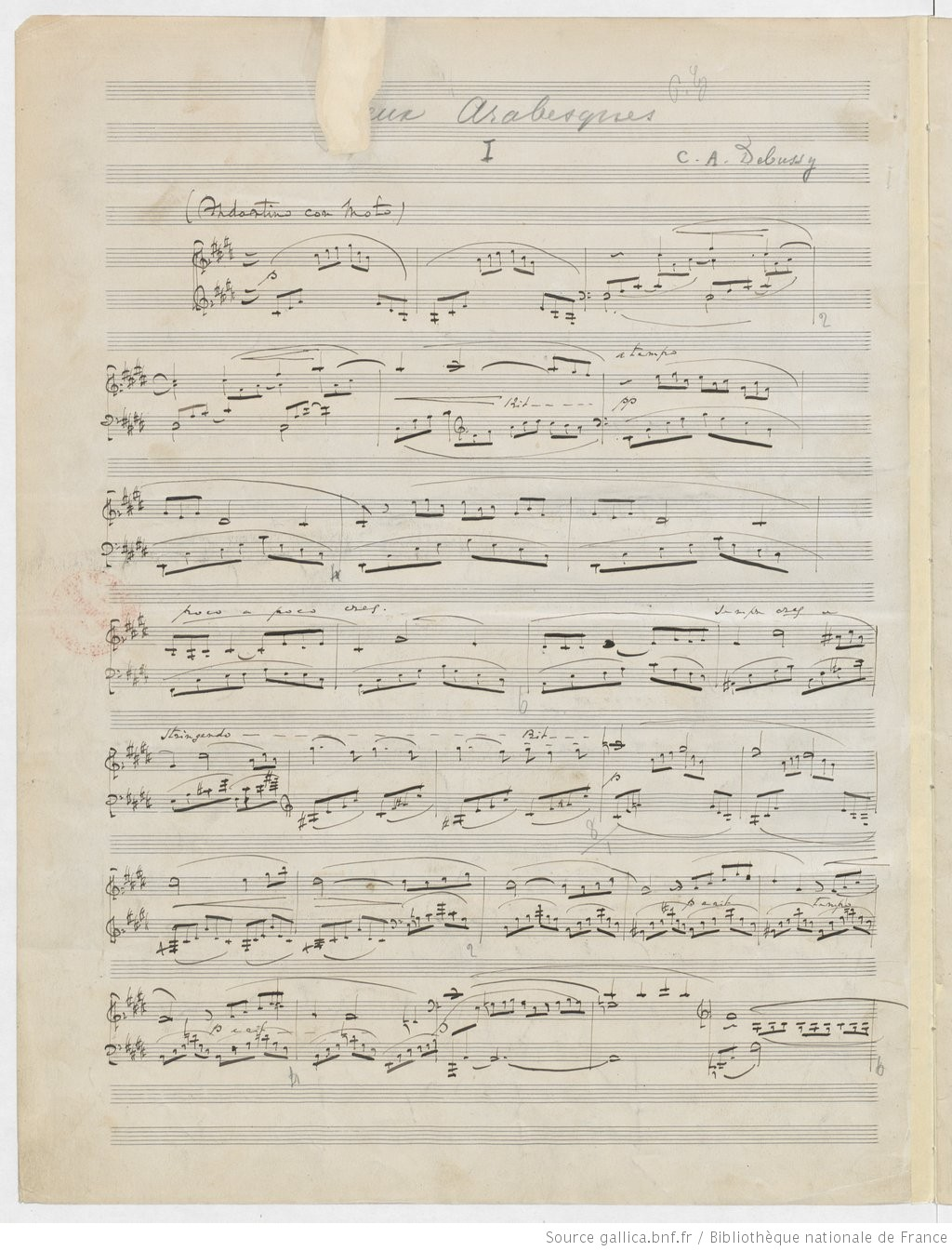
『2つのアラベスク』自筆譜・第1番譜面第1頁（1890～1891年）

2つのアラベスク（仏語：Deux Arabesques）はクロード・ドビュッシー初期のピアノ作品であり、彼の作品の中では最も有名な作品の一つに数えられている。

## 概略
1888年に作曲され、1891年に改訂されたとされる。ドビュッシーの2手用のピアノ曲としては、ロシア時代の《ボヘミア風舞曲 Danse bohémienne 》（1880年）以来の楽曲である。
2曲で構成される本作品は、いずれもロマン派音楽に典型的な三部形式による小品となっており、和声法にグリーグやフォーレ、マスネの影響が顕著であるものの、抒情性と軽やかに運動するリズムの共存はシューマンの着想に似ていなくもない。ことに〈第1番〉においては、分散和音の多用と、右手と左手のポリリズムの組み合わせが「アラベスク」たるゆえんであろう。

## 楽曲構成
以下の2曲から構成されている。

### 第1番
ホ長調 アンダンティーノ・コン・モト Andantino con moto
冒頭はホ長調にもかかわらず下属調イ長調の主和音。平行短調の後に漸く本来の調性が現れる。またこの序奏は使いまわされており、調性の不安定さを演出する大きな要素である。中間部はイ長調の静寂な部分。ハ長調の Risoluto では「決然と」と指示するように楽曲の統一を図っている。
またポリリズム部分は、川が流れる様子を表している。

### 第2番
ト長調 アレグレット・スケルツァンド Allegretto scherzando
第1番と比べて表向きの和声進行は常套句的だが、伴奏部分に平行五度を伴って動く楽句が多々あるほか、中間部で鮮やかな転調を次々と見せ、後の作風における機能和声の崩壊を既に予感させる。